# Eugen Bădărău
Eugen Bădărău (n. 19 septembrie / 2 octombrie 1887, Foltești, Galați – d. 11 martie 1975, București) a fost un fizician român, profesor universitar, director al Institutului de Fizică București, membru al Academiei Române (din 1948). Este considerat fondatorul școlii românești de descărcări electrice în gaze și fizica plasmei.

## Biografie
Eugen Bădărău s-a născut la 19 septembrie 1887 la Foltești, Galați. A urmat cursurile liceului din Ismail și în 1905 și-a dat bacalaureatul. În dorința de a deveni inginer, a plecat în Austria și s-a înscris la Technische Hochschule din Graz. După doi ani de studii politehnice (1905-1907), dorind să perfecționeze partea teoretică, a plecat în Italia, înscriindu-se la Facultatea de Fizică a Universității din Pisa. În 1911 a obținut licența în fizică; a rămas în continuare la Pisa, ca asistent și doctorand al profesorului Angelo Battelli. A obținut titlul de doctor în fizică în 1912, cu o teză intitulată Constanta dielectrică a gazelor și amestecurilor gazoase. În lucrarea de doctorat a verificat experimental formula Clausius-Mossotti pentru aer și diverse amestecuri de gaze până la presiuni de 300 atmosfere. A fost apoi asistent la Institutul de Fizică Experimentală din Pisa (1912-1914).
În anul 1914 a părăsit definitiv Italia și a plecat în Rusia, la Petrograd, unde i-a fost oferit un post de asistent la Institutul de Fizică, la catedra profesorului Orest Chwolson. În 1917 a devenit șef de secție la Institutul de Optică de Stat. Ulterior a obținut docența (1918) la Facultatea de Științe din Petrograd și a funcționat ca profesor la Institutul Fototehnic Superior (1918-1921). Cercetările sale în timpul șederii în Rusia s-au concentrat asupra problemelor de optică: a studiat birefringența corpurilor izotrope în câmp magnetic și a pus la punct un nou tip de interferometru.

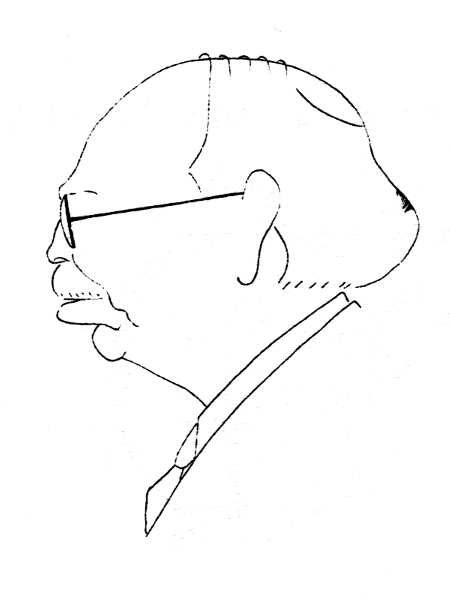
Eugen Bădărău (circa 1940)
Desen de Gheorghe Manu

În 1921 a revenit în România în calitate de profesor agregat, apoi profesor și șef al laboratorului de fizică experimentală, la Universitatea din Cernăuți, unde a fost și decan al Facultății de Științe (1926-1928). La Cernăuți a inițiat primele cercetări de fizica descărcărilor în gaze din România, devenind un deschizător de drumuri în domeniul fizicii plasmei.
În 1934 a fost chemat să preia conducerea catedrei de fizică corpusculară, nou înființată în cadrul Facultății de Științe a Universității din București; un an mai târziu a trecut la catedra de acustică, optică și fizică moleculară, unde a activat în perioada 1935-1962. A funcționat și ca director tehnic al Radiodifuziunii Române (1940-1944). A fost directorul secției de optică și spectroscopie din Institutul de Fizică al Academiei din București/Măgurele (1949-1956), apoi directorul Institutului de Fizică București al Academiei Române (1956-1975).
A fost membru fondator al Academiei de Științe din România.
În 1948 a devenit membru titular al Academiei Române (numită pe atunci „Academia RPR”).
A fost distins cu ordinul Meritul Științific (1966) și cu titlul de Om de Știință Emerit (1962). A încetat din viață la 11 martie 1975, la București.

## Activitate profesională
Cercetările efectuate de Eugen Bădărău asupra descărcărilor electrice în gaze și în fizica plasmei i-au adus recunoașterea ca fondator al unei școli românești de cercetare în acest domeniu. A publicat o serie de articole devenite clasice despre izvoarele de ioni pozitivi, emisia secundară din corpurile solide, căderea catodică, descărcările în gaze la presiuni joase, influența sarcinii la pereți asupra tensiunii de aprindere. A fost printre primii care au dovedit experimental existența emisiei electronice a metalelor sub influența bombardamentului cu ioni pozitivi. A urmărit îndeosebi măsurarea ionilor pozitivi în tuburile cu descărcări în gaze, izvoarele de ioni pozitivi, emisiunea secundară din solide, tensiunile de aprindere a efluviilor, luminozitatea remanentă a gazelor excitate.
A adus contribuții importante la optică și spectroscopie, acustică și ultraacustică. Din inițiativa sa a luat ființă în 1955 Comisia de Acustică a Academiei, al cărei președinte a fost. S-a ocupat de problema poluării sonore și de aplicarea ultrasunetelor în testarea materialelor de construcție. Unele cercetări interesante se referă la obținerea parfumurilor și la influența ultrasunetelor asupra germinației plantelor.

## Distincții
- Ordinul Muncii clasa I (31 decembrie 1956) „cu prilejul împlinirii a 90 de ani de la înființarea Societății Academice Romîne, pentru merite deosebite in muncă”[2]
- Ordinul Muncii clasa I (23 decembrie 1957) „cu prilejul împlinirii a 70 de ani de la naștere, pentru merite deosebite în domeniul didactic și științific”[3]
- titlul de „Om de Știință Emerit al Republicii Populare Romîne” (5 noiembrie 1962) „pentru activitatea îndelungată, contribuție în dezvoltarea științei și merite deosebite în dezvoltarea învățămîntului superior”[4]
- Ordinul „Meritul Științific” clasa I (26 septembrie 1966) „pentru merite deosebite în activitatea științifică, cu prilejul Centenarului Academiei Republicii Socialiste România”[5]

## Publicații
- Cinematografia (1942) - Editura Națională Gh. Mecu
- Bazele acusticii moderne (1952) (1961 - Editura Academiei RPR)
- Introducere în acustică (1953)
- Gaze ionizate

I. Procese fundamentale (1963)
II. Descărcări electrice în gaze (1965)
Lucrarea a fost publicată și în Franța.
- Fizica descărcărilor în gaze, București, Editura Academiei RPR, 1957.

A publicat numeroase articole în reviste de specialitate.